# Виборчий округ 104
Виборчий округ 104 — виборчий округ в Луганській області, який внаслідок збройної агресії на сході України тимчасово перебуває під контролем терористичного угруповання «Луганська народна республіка», а тому вибори в ньому не проводяться. В сучасному вигляді був утворений 28 квітня 2012 постановою ЦВК №82 (до цього моменту існувала інша система виборчих округів). Внаслідок подій 2014 року в цьому окрузі вибори були проведені лише один раз, а саме парламентські вибори 28 жовтня 2012. Станом на 2012 рік окружна виборча комісія цього округу розташовувалась в будівлі Артемівської районної ради за адресою м. Луганськ, квартал Ленінського комсомолу, 11.
До складу округу входять Артемівський район і частина Кам'янобрідського району (західна половина району) міста Луганськ, місто Лутугине та Лутугинський район. Виборчий округ 104 межує з округом 114 на півночі, з округом 105 на північному сході, з округом 109 на сході, з округом 111 на півдні та з округом 110 на заході. Виборчий округ №104 складається з виборчих дільниць під номерами 440170-440178, 440186-440198, 440201-440203, 440206-440215, 441263-441330, 441414-441418 та 441433.

## Народні депутати від округу
| Ім'я                        | Фото | Партія         | Скликання | Дата набуття повноважень | Дата припинення повноважень |
| --------------------------- | ---- | -------------- | --------- | ------------------------ | --------------------------- |
| Струк Володимир Олексійович |      | самовисуванець | 7-ме      | 12 грудня 2012           | 27 листопада 2014           |

## Результати виборів
Кандидати-мажоритарники:
- Струк Володимир Олексійович (самовисування)
- Гончаров Володимир Олександрович (Партія регіонів)
- Мартиненков Ігор Миколайович (самовисування)
- Філіпський Олександр Михайлович (Комуністична партія України)
- Денищенко Денис Вікторович (УДАР)
- Гончаров Олег Борисович (самовисування)
- Шахов Володимир Миколайович (самовисування)
- Сердюков Василь Михайлович (самовисування)
- Давидов Сергій Іванович (Україна — Вперед!)
- Гончарук Тетяна Сергіївна (самовисування)
- Гейченко Ігор Васильович (самовисування)
- Василенко Ольга Дмитрівна (самовисування)
- Шаповалов Андрій Анатолійович (самовисування)
- Пащук Михайло Федорович (самовисування)
- Криштов Євген Федорович (самовисування)
- Ковальов Павло Олексійович (самовисування)
- Зуєва Карина Олександрівна (самовисування)
- Василенко Сергій Петрович (самовисування)
- Гринюк Світлана Петрівна (самовисування)
- Демидович Ірина Володимирівна (самовисування)
- Уманець Віталій Костянтинович (самовисування)
- Шаповалов Віталій Олександрович (Народна партія)
- Масюк Олег Віталійович (самовисування)
- Морочко Юрій Петрович (самовисування)
- Євлашин Володимир Анатолійович (самовисування)
- Клєшнін Роман Євгенович (самовисування)
- Жароїд Костянтин Анатолійович (самовисування)
- Прокошин Олександр Ігорович (самовисування)